# Helicoma fumosum
Helicoma fumosum är en svampart som först beskrevs av Petter Adolf Karsten, och fick sitt nu gällande namn av G.Z. Zhao, Xing Z. Liu & W.P. Wu 2007. Helicoma fumosum ingår i släktet Helicoma och familjen Tubeufiaceae.   Inga underarter finns listade i Catalogue of Life.